# Huke
Huke (ふけ) de son vrai nom Ryohei Fuke est un dessinateur japonais, né le 20 avril 1981 à Tokyo. Il est le designer des jeux vidéo Black Rock Shooter et Steins;Gate.
Ces design sont reconnaissables par leur originalité et par l'ambiance plutôt sombre qui y règne.

## Biographie
On ne sait pas beaucoup de chose sur Huke à part qu'il est diplômé d'une université d'animation à Osaka, qu'il est membre du groupe Fullmecha et qu'il est le créateur du personnage de Black ★ Rock Shooter.
Il a participé à bien d'autres projets comme les illustrations et le character design de la licence Metal Gear Solid, le jeu vidéo Steins;Gate dont il s'est chargé du character design, l'illustration de la jaquette du CD du single de supercell « Utakata Hanabi/Hoshi ga Matataku Konna Yoru ni » ainsi que l'illustration de couverture EreGY, etc.
Il réalise également des livres d'images appelées « Picsix ».
Ces dessins sont en général très « sombre » dans l'ambiance et dans les décors qui sont remplis de damiers noirs et blancs, de chaines rouillées, de nuages noirs et de croix.
Ces personnages, majoritairement des filles ou courbes fines, sont toutes vêtues de noirs dans des styles vestimentaires divers (ex. : gothic lolita) et elles sont toutes armées avec des armes blanches ou des armes à feu plus ou moins démesurées.